# Cremastus prolixus
Cremastus prolixus är en stekelart som beskrevs av Dasch 1979. Cremastus prolixus ingår i släktet Cremastus och familjen brokparasitsteklar. Inga underarter finns listade i Catalogue of Life.